# Юревич, Ирина Александровна
Ири́на Алекса́ндровна Юре́вич (род. 25 января 1955, Ленинград) — советская и российская актриса театра и кино.

## Биография
Ирина Юревич родилась 25 января 1955 года в Ленинграде.
В 1976 году окончила Школу-студию МХАТ (курс П. В. Массальского) и работала в Риге.
В 1978—1987 работала в МХАТ. После драматического раскола Художественного театра в 1987 году стала актрисой МХАТа им. А. П. Чехова, возглавляемого Олегом Ефремовым.
Играла в МТЮЗе (1991, «Играем „Преступление“» по роману Достоевского в постановке Камы Гинкаса, роль: Соня).
В 1993 году оставила театр и актёрскую профессию.

## Семья
Муж — Виктор Николаевич Кулюхин (р. 17 апреля 1955 года), актёр МХТ имени А. П. Чехова, заслуженный артист РФ (1999).

## Творчество

### Роли в театре
Московский Художественный театр (1978—1987)
- 1978 — «Три сестры» А. П. Чехова — Мальчик
- 1978 — «Живи и помни» В. Г. Распутина; постановка В. Н. Богомолова — Подросток
- 1978 — «Эльдорадо» А. Соколовой — Уля
- 1979 — «Деньги для Марии» В. Г. Распутина; постановка В. Н. Богомолова — Галька
- 1980 — «Принц и нищий» С. В. Михалкова по М. Твену — Том Кенти
- 1981 — «Путь» А. О. Ремеза; постановка Анатолия Васильева, режиссёр: В. Саркисов — Оля Ульянова
- 1981 — «Возчик Геншель» Г. Гауптмана; постановка В. П. Салюка — Франциска Вермельскирх
- 1981 — «Так победим!» М. Ф. Шатрова — Комсомолка
- 1982 — «Татуированная роза» Т. Уильямса; режиссёр: Роман Виктюк — Роза делла Роза
- 1982 — «Вагончик» Н. Павловой; постановка Камы Гинкаса — Инга Белова
- 1983 — «Урок английского» Н. Танска; постановка Марка Розовского — Катя Лоудецка
- 1983 — «Амадей» П. Шеффера; постановка Марка Розовского — Катарина Кавальери
- 1984 — «Призраки среди нас» К. Абэ — Девочка
- 1985 — «Эшелон» М. Рощина; постановка А. В. Эфроса — Люся
- 1985 — «На всякого мудреца довольно простоты» А. Н. Островского — Машенька
- «Дачники» М. Горького; постановка В. П. Салюка — Соня
- «Три толстяка» Ю. Олеши и М. Горюнова — Суок
- «Старый Новый год» М. Рощина — Лиза, позже Федя, сын Полуорловых

МХАТ им. А. П. Чехова (после раскола, 1987—1993)
- 1987 — «Тартюф» Мольера — Мариана
- 1987 — «Перламутровая Зинаида» М. Рощина — Дочка
- 1988 — «Кабала святош» Булгакова — Арманда Бежар де Мольер
- 1989 — «Вишневый сад» Чехова — Аня
- 1991 — «Красивая жизнь» Ж. Ануя — Горничная
- 1992 — «Горе от ума» А. С. Грибоедова — Лиза

## Фильмография
- 1969 — Деревенские каникулы — Таня
- 1970 — Волшебная сила — мажоретка (нет в титрах)
- 1972 — Ижорский батальон — Лена Снегирёва
- 1973 — Я служу на границе — девушка с фабрики «Красная швея» (нет в титрах)
- 1974 — Три дня в Москве — зрительница (нет в титрах)
- 1976 — Принцесса на горошине — Принцесса
- 1978 — Уходя — уходи — Эммочка
- 1979 — Завтрак на траве — Зоя
- 1979 — Осенняя история — сотрудница редакции
- 1979 — Поездка через город — Лида, диспетчер автопарка
- 1980 — Неоконченный урок — Лиза Брагина
- 1980 — Только в мюзик-холле — Лена
- 1981 — Этот фантастический мир (Выпуск 5) — девочка из библиотеки (нет в титрах)
- 1982 — Возчик Геншель — Франциска Вермельскирх
- 1982 — Мегрэ колеблется — Бемби
- 1983 — Будь счастлива, Юлия! — Вера
- 1983 — Человек из страны Грин — Консуэла
- 1986 — Осенний ветер — эпизод
- 1986 — Путь — Оля Ульянова
- 1987 — Так победим! — комсомолка
- 1988 — Кабала святош — Арманда Бежар
- 1989 — Тартюф — Мариана, дочь Оргона
- 1989 — Татуированная роза — Роза делла Роза